# Carlos Urrutia Boloña
Carlos Augusto Urrutia Boloña (Trujillo, 1 de agosto de 1939, Lima 1 de agosto de 2024) fue un psicólogo, diplomático y político peruano.

## Biografía
Estudió en el colegio «San Carlos» de Trujillo y luego en el San Agustín. Una vez graduado estudió psicología en la Pontificia Universidad Católica de Chile. Luego hizo un diplomado en psicología social en la Universidad Católica de Lovaina en Bélgica.

## Vida política
En 1995, fue secretario nacional del partido Perú Posible. En el gobierno de Alejandro Toledo, fue asesor presidencial. 
En el 2002, fue designado embajador del Perú en Venezuela, luego de polémicos comentarios del presidente Hugo Chávez, regresó al Perú en 2006.
En el 2011, postula al Parlamento Andino, por la Alianza Electoral Perú Posible.